# Корж (Псковская область)
Корж — деревня в центральной части Порховского района Псковской области. Входит в состав сельского поселения «Туготинская волость».
Расположена в 19 км к западу от города Порхов; к востоку от деревни Хилово.
Численность населения составляет 51 житель (2000 год).